# 大灰藓
大灰藓（学名：Hypnum plumaeforme），又名多形灰藓，为灰藓科灰藓属下的一个种。

## 扩展阅读
- 維基物種上的相關：大灰藓